# Odznaka Ostrogi Złotej
Odznaka Ostrogi Złotej (węg. Aranysarkantyús Jelvénye) lub Odznaka Pamiątkowa Kawalerów Ostrogi Złotej (Aranysarkantyús Vitezek Emlékjelvénye, niem. Das Erinnerungszeichen für die Ritter vom Goldenen Sporn) – austro-węgierskie cywilne odznaczenie o charakterze pamiątkowym ustanowione 10 kwietnia 1918, przeznaczone dla tych Węgrów, którzy z okazji koronacji Karola IV Habsburga na króla Węgier dnia 30 grudnia 1916 zostali pasowani na rycerzy z tytułem osobistym i niedziedzicznym.
Z powodu braku dostaw jedwabiu podczas I wojny światowej 47 kawalerów otrzymało swoje odznaki dopiero w 1920. 

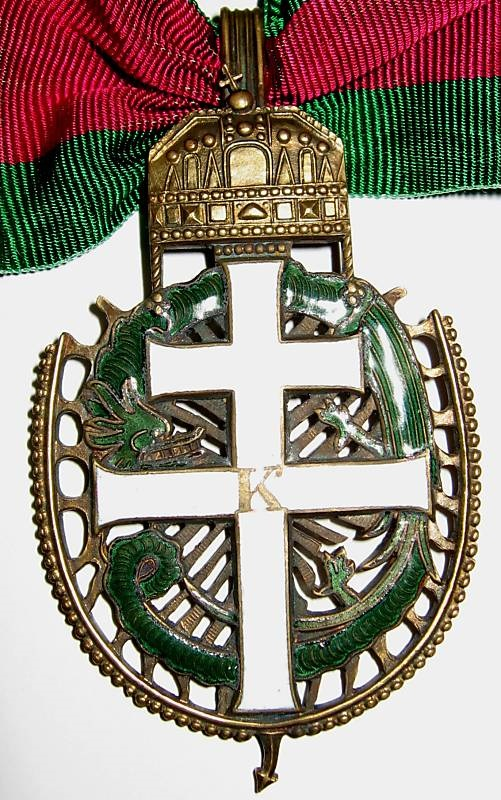
Awers
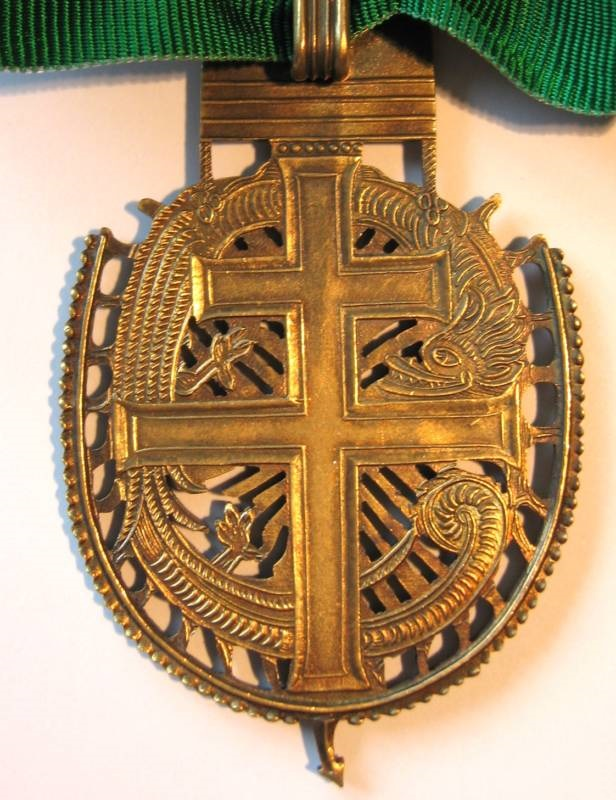
Rewers
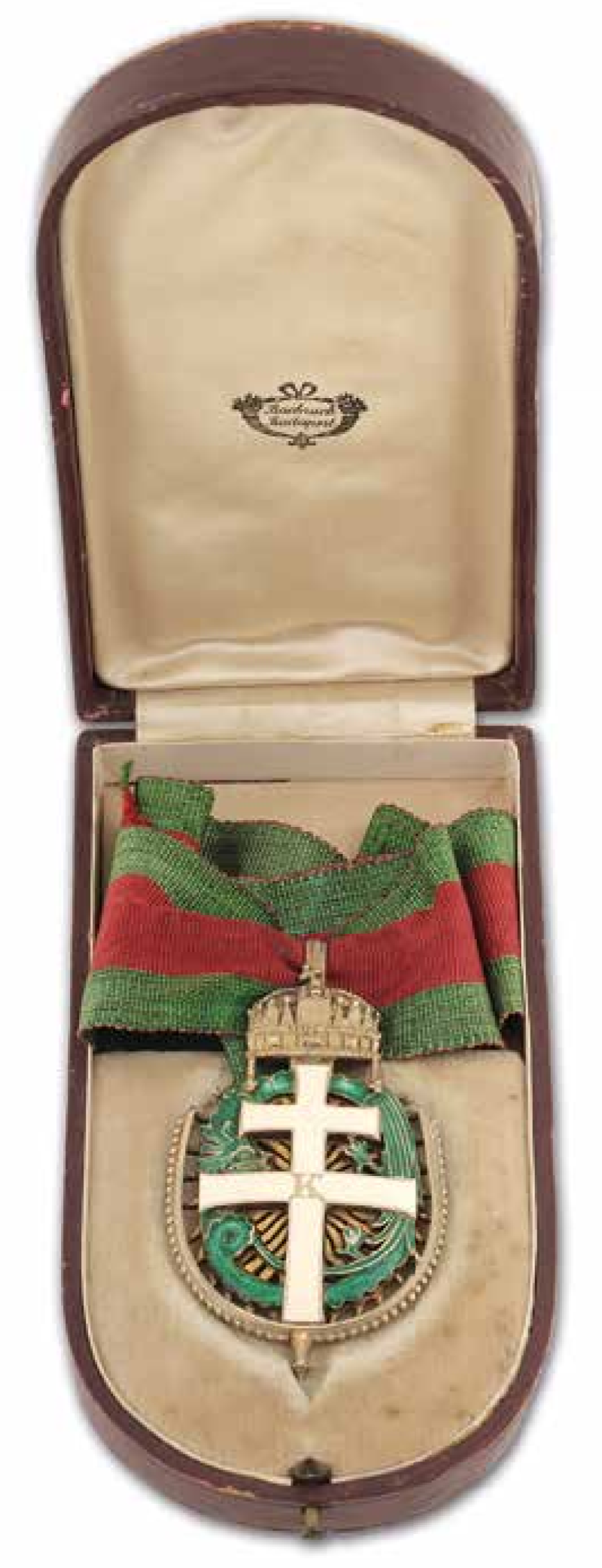
Z pudełkiem
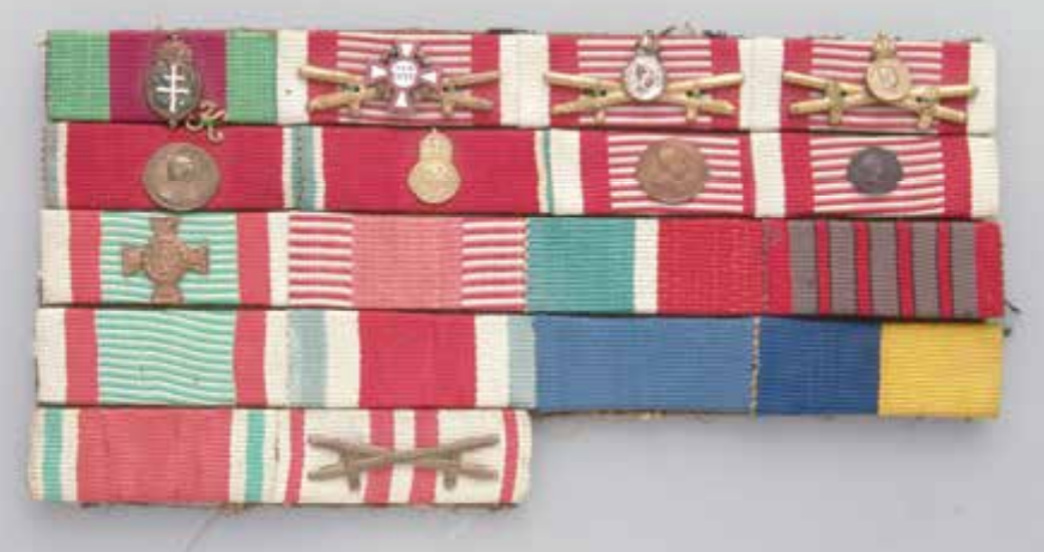
Pierwsza baretka